# Elisabeth Aspaker

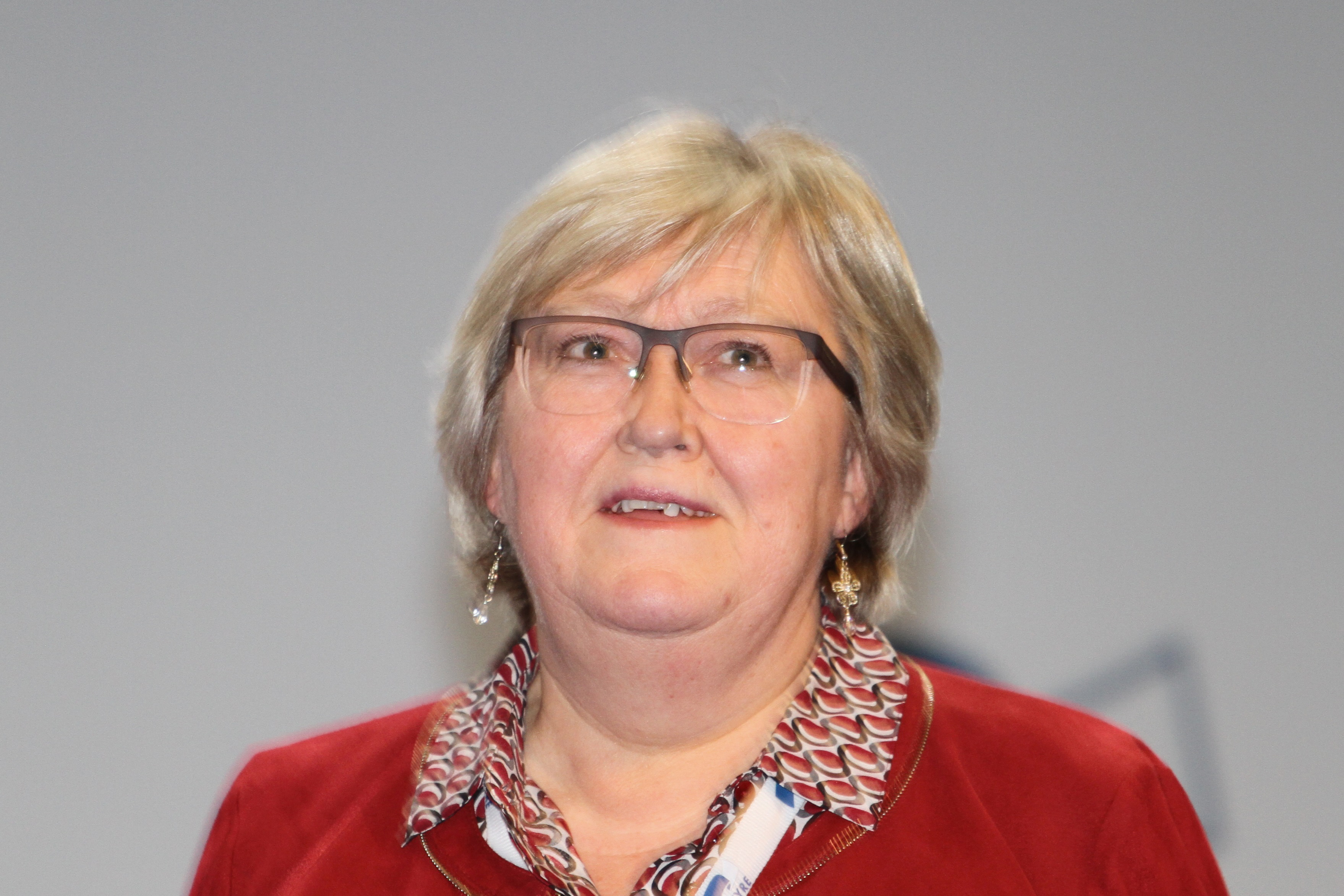
Elisabeth Aspaker, 2017

Elisabeth Vik Aspaker (* 16. Oktober 1962 in Harstad) ist eine norwegische Politikerin der konservativen Partei Høyre. Von Oktober 2013 bis Dezember 2015 war sie die Fischereiministerin und anschließend bis Dezember 2016 die Ministerin für den Europäischen Wirtschaftsraum und die Europäische Union ihres Landes. Von 2017 bis 2019 war sie Fylkesmann (Statsforvalter) für Troms und von 2019 bis 2023 für Troms og Finnmark und anschließend bis 2024 von Finnmark und Troms.

## Leben
Aspaker besuchte von 1978 bis 1981 eine weiterführende Schule in Harstad. Anschließend besuchte sie bis 1984 die Lehrerhochschule in Tromsø und danach bis 1985 die Distriktshochschule in Volda zur Nachausbildung. Während ihres Studiums war sie auch in der Jugendpartei Unge Høyre engagiert. So arbeitete sie zwischen 1983 und 1985 in Teilzeit als Jugendsekretärin der Høyre im Fylke Troms. In den Jahren 1983 und 1984 stand sie der Unge Høyre in Troms vor.
Im Jahr 1985 begann Aspaker als Lehrerin in Evenskjer in der Kommune Tjeldsund zu arbeiten. Dort war sie bis 1987 tätig, bevor sie bis 1989 für den Høyres Studieforbund arbeitete. Nebenbei fungierte Aspaker zwischen 1986 und 1990 als stellvertretende Vorsitzende der Unge Høyre. Vom 19. Oktober 1989 bis zum 3. November 1990 war sie für die Ministerin Else Bugge Fougner als persönliche Referentin im Justiz- und Polizeiministerium tätig. Ab 1990 arbeitete sie erneut als Lehrerin, nun in Harstad. In Harstad zog sie 1991 in das Kommunalparlament ein. Zugleich wurde sie Abgeordnete im Fylkesting von Troms. Im Jahr 1995 wurde sie hauptamtliche Fylkesvaraordførerin von Troms, wodurch sie bis 1999 von ihrer Arbeit als Lehrerin freigestellt war. Anschließend kehrte sie zu ihrer dortigen Tätigkeit zurück.

### Staatssekretärin und Stortingsabgeordnete
Aspaker war ab Ende Oktober 2001 wieder in der Landespolitik aktiv. Ab dem 30. Oktober 2001 arbeitete sie für Kristin Clemet als politische Referentin im Bildungs- und Forschungsministerium. Im Juni 2004 wurde sie zur Staatssekretärin im Gesundheitsministerium unter Minister Ansgar Gabrielsen ernannt. In dieser Position verblieb sie bis zum 30. September 2005, also bis kurz vor dem Abgang der Regierung Bondevik II.
Bei der Parlamentswahl im Herbst 2005 zog sie erstmals in das norwegische Nationalparlament Storting ein. Dort vertrat sie den Wahlkreis Troms und wurde zunächst Mitglied im Justizausschuss. Nach der Wahl 2009 wechselte sie in den Ausschuss für Kirche, Bildung und Forschung. Zwischen Oktober 2005 und September 2013 gehörte Aspaker zudem dem Fraktionsvorstand der Høyre-Gruppierung im Storting an. Auch bei der Stortingswahl 2013 gelang ihr erneut der Einzug ins Parlament.

### Ministerin und Statsforvalterin
Am 16. Oktober 2013 wurde Aspaker in der neu gebildeten Regierung Solberg zur Fischereiministerin ernannt. Ab dem 16. Dezember 2015 übernahm sie bis zum 20. Dezember 2016 den Posten als Ministerin für den Europäischen Wirtschaftsraum (EWR) und die Europäische Union (EU). Dieser Ministerposten war im Utenriksdepartementet, also dem norwegischen Außenministerium angesiedelt. Nachdem sie wegen ihrer Regierungsmitgliedschaft ihr Mandat im Storting ruhen lassen musste, kehrte sie für die verbleibende Legislaturperiode ins Parlament zurück. Dort saß sie im Außen- und Verteidigungsausschuss.
Im Juni 2014 wurde bekannt, dass sie zum neuen Fylkesmann von Troms ernannt werden würde. Der Amtsantritt erfolgte erst einige Zeit später, im Jahr 2017. Ab 2019 erhielt sie neben Troms auch die Zuständigkeit für die Finnmark. Mit der Zusammenlegung der beiden Fylker zum 1. Januar 2020 zu Troms og Finnmark übernahm sie das Amt des Fylkesmann für dieses neue Fylke. Zum 1. Januar 2020 änderte sich die Amtsbezeichnung zu Statsforvalter. Mit der Auflösung des Fylkes Troms og Finnmark wurde sie Statsforvalter der beiden Fylker Finnmark und Troms. Ihre Amtszeit endete zum Jahresende 2024, als sie in Pension ging.